# リングビア属
リングビア属（リングビアぞく、Lyngbya）は、海洋食物連鎖の基礎を形成する単細胞独立栄養生物であるシアノバクテリアの属の一つである。学名はデンマークの植物学者ハンス・クリスチャン・ルングビューに因む。
Lyngbyaは、固い粘質鞘の中に長く、枝分れのない糸状体を形成する。鞘は他の植物プランクトン種と混ざり、もつれあるいはマットを形成する。Lyngbyaは無性生殖する。Lygnbyaの糸状体はバラバラになり、それぞれの細胞が新たな糸状体を形成する。
一部のLyngbya属の種は、水中にぎっしり詰まった浮遊性のマットを形成し、一時的に水界生態系を独占することがある。